# Джадід Бакара
Джадід Бакара (англ. Jdid Baqarah, араб. جديدة بكارة) — поселення в Сирії, що складає численну сирійську арабську общину в нохії Хішам, яка входить до складу  мінтаки Дайр-ез-Заур у східній сирійській мухафазі Дайр-ез-Заур.